# Народ против О Джея Симпсона: Американская история преступлений
«Народ против О Джея Симпсона: Американская история преступлений» (англ. The People v. O. J. Simpson: American Crime Story) — первый сезон телесериала «Американская история преступлений». Транслировался на канале FX с 2 февраля — по 5 апреля 2016 года.

## Описание
Первый сезон представляет дело об убийстве, в совершении которого обвинили известного американского футболиста и актёра О Джея Симпсона. Основан на книге Джеффри Тубина «Главный забег в его жизни: Народ против О Джея Симпсона».

## В ролях

### Основной состав
- Стерлинг К. Браун — Кристофер Дарден
- Кеннет Чой[англ.] — судья Лэнс Ито[англ.]
- Кристиан Клеменсон — Уильям Ходжман
- Куба Гудинг мл. — О Джей Симпсон
- Брюс Гринвуд — Гил Гарцетти[англ.]
- Нейтан Лейн — Ф. Ли Бэйли[англ.]
- Сара Полсон — Марша Кларк
- Дэвид Швиммер — Роберт Кардашян
- Джон Траволта — Роберт Шапиро[англ.]
- Кортни Б. Вэнс — Джонни Кокран[англ.]

### Повторяющиеся роли
- Крис Бауэр — детектив Том Лэнг
- Сельма Блэр — Крис Дженнер
- Джордана Брюстер — Дениз Браун
- Гарретт М. Браун — Лу Браун
- Крис Коннер — Джеффри Тубин[англ.]
- Дейл Годболдо[англ.] — Карл Э. Дуглас[англ.]
- Джессика Блэр Херман — Ким Голдман
- Эван Хэндлер — Алан Дершовиц
- Шерил Лэдд — Лайнелл Шапиро
- Ларри Кинг в роли самого себя
- Билли Магнуссен — Като Кэйлин[англ.]
- Роб Морроу — Барри Шек[англ.]
- Роберт Морс — Доминик Данн[англ.]
- Майкл Макгрейди[англ.] — детектив Филлип Ваннаттер
- Энджел Паркер — Шон Чэпмен[англ.]
- Стивен Паскаль[англ.] — Марк Фурман[англ.]
- Леонард Робертс[англ.] — Деннис Шацман
- Киша Шарп — Дейл Кокрейн
- Джозеф Сираво[англ.] — Фред Голдман
- Малькольм-Джамал Уорнер — Эль Каулингс[англ.]

### Приглашённые звёзды
- Конни Бриттон — Фэй Резник[англ.]
- Маргерит Моро — Лора Маккинни
- Кваме Паттерсон — Майкл Дарден
- Роми Роузмонт — Джилл Шивли
- Дуэйн Шепард-ст. — мистер Дарден
- Бо Уирик — Аллан Парк

## Список эпизодов
| № общий | № в сезоне | Название                                          | Режиссёр         | Автор сценария                                                    | Дата премьеры   | Произв. код | Зрители в США (млн) |
| --- | ---------- | ------------------------------------------------- | ---------------- | ----------------------------------------------------------------- | --------------- | ----------- | ------------------- |
| 1 | 1          | «Из пепла трагедии» «From the Ashes of Tragedy»   | Райан Мёрфи      | Скотт Александер и Ларри Карезюски                                | 2 февраля 2016  | 1WAX01      | 5,11                |
| Утром 13 июня 1994 года на пороге дома в Брентвуде, престижном районе Лос-Анджелеса, обнаружены тела Николь Браун-Симпсон и Рона Голдмана. Главным подозреваемым в совершении двойного убийства становится бывший муж Браун, суперзвезда НФЛ и актёр О Джей Симпсон. Заместитель окружного прокурора Марша Кларк берётся за расследование этого дела и обнаруживает, что Симпсон неоднократно применял физическое насилие в отношении Браун. Влиятельный чернокожий адвокат Джонни Кокран обвиняет своего протеже Кристофера Дардена в том, что он как прокурор не отстаивает в суде интересы представителей своей расы. Полиция Лос-Анджелеса проводит допрос Симпсона с использованием детектора лжи, однако подозреваемый путается в показаниях и не может рассказать о событиях, происходивших в день убийства. Роберт Кардашян, близкий друг Симпсона, нанимает для него в качестве адвоката знаменитого Роберта Шапиро. О Джей, который скрывается от правосудия в доме Кардашяна, пишет завещание, письма своим родным и поклонникам, после чего пытается застрелиться. В особняк прибывают двое полицейских с ордером на арест подозреваемого. Однако после обыска помещений выясняется, что Симпсон ударился в бега на белом внедорожнике Ford Bronco вместе со своим другом Эль Каулингсом. |            |                                                   |                  |                                                                   |                 |             |                     |
| 2 | 2          | «Главный забег в его жизни» «The Run of His Life» | Райан Мёрфи      | Скотт Александер и Ларри Карезюски                                | 9 февраля 2016  | 1WAX02      | 3,89                |
| После исчезновения Симпсона окружной прокурор Джил Гарсетти бросает на поимку беглеца всю полицию штата Калифорния. Кардашян показывает Шапиро предсмертную записку, оставленную О Джеем своей семье. Шапиро собирает пресс-конференцию для спасения своей пошатнувшейся репутации. Он просит О Джея подумать о детях и незамедлительно сдаться полиции. Кардашян зачитывает отрывок из прощального письма Симпсона, в котором тот утверждает, что никоим образом не причастен к смерти Николь Браун-Симпсон. На трассе I-405 двое подростков замечают автомобиль О Джея с Каулингсом за рулем и сообщают об этом в полицию. Патрульные машины начинают преследование Ford Bronco, но водитель и не думает останавливаться, так как О Джей на заднем сиденье держит пистолет у виска. Погоня за Симпсоном транслируется в прямом телеэфире. Симпсон приказывает Каулингсу отвезти его в Брентвуд и хочет совершить самоубийство, когда ему звонит Кардашян и просит сдаться властям. Симпсон соглашается и выходит из машины; полицейские арестовывают его и надевают наручники. |            |                                                   |                  |                                                                   |                 |             |                     |
| 3 | 3          | «Команда мечты» «The Dream Team»                  | Энтони Хемингуэй | Д. В. Девинсентис                                                 | 16 февраля 2016 | 1WAX03      | 3,33                |
| После заключения Симпсона в тюрьму Шапиро начинает формировать команду защиты. Кларк проводит пресс-конференцию и заявляет, что Симпсон виновен в убийстве Николь Браун Симпсон и Рона Голдмана и будет осужден, а в качестве наказания ему светит смертная казнь. Она также рассказывает прессе о неоспоримых доказательствах вины подозреваемого — окровавленной перчатке и следах крови. Большинство средств массовой информации (и сама Кларк) полагает, что дело завершится легкой победой обвинения. Свежий выпуск журнала «TIME», на обложке которого изображён затемненный снимок Симпсона, вызывает в обществе дискуссию о проблеме расизма. Шапиро приглашает в свою команду Ф. Ли Бэйли, который рекомендует также привлечь к работе Алана Дершовица. Дершовиц предлагает добиться признания недействительными следов ДНК, найденных на месте преступления, так как их сборе и анализе полиция допустила ряд ошибок. Кроме того, выясняется, что детектив Марк Фурман, который нашёл перчатку, ключевое свидетельство обвинения, часто делал расистские комментарии в течение своей карьеры. Шапиро даёт интервью «The New Yorker», в котором рассказывает о детективе-расисте и утверждает, что причина травли Симпсона полицией — цвет его кожи. Симпсон после встречи с Шапиро, Бэйли и Кардашяном с неохотой соглашается нанять ещё одного адвоката — Джонни Кокрана. |            |                                                   |                  |                                                                   |                 |             |                     |
| 4 | 4          | «100% невиновен» «100% Not Guilty»                | Энтони Хемингуэй | Майя Форбс, Уоллес Володарски, Скотт Александер и Ларри Карезюски | 23 февраля 2016 | 1WAX04      | 2,99                |
| «Команда мечты» Симпсона готовится к началу судебного процесса. Шапиро выступает за стратегию отклонения всех улик, которые предоставит гособвинение. Однако в рядах защиты нет согласия: Шапиро прилагает отчаянные усилия, чтобы оставаться ведущим адвокатом, хотя Кокран явно больше подходит на эту роль, так как в суде решено разыгрывать «расовую карту». Пока Шапиро находится в отпуске, его коллеги убеждают Симпсона поддержать Кокрана на позиции главного адвоката. Судьей по делу О Джея назначают Лэнса Ито. Начинается отбор членов суда присяжных, при этом как защита, так и обвинение стремятся обеспечить благоприятный для себя расовый состав. Кларк и Кокран справедливо полагают, что белые присяжные будут негативно настроены в отношении Симпсона, а чернокожие мужчины, напротив, займут сторону обвиняемого. У каждого из них собственные теории, почему Симпсона не поддержат чёрные женщины: Кокран считает, что они недовольно женитьбой Симпсона на белой, в то время как Кларк полагает, что они будут симпатизировать Николь как жертве постоянных избиений. Однако оказывается, что к Симпсону же чернокожие дамы относятся прекрасно, а Николь не переваривают, считая охотницей за наживой. В свет выходит книга Фэй Резник, в которой она рассказывает об образе жизни Николь-Браун Симпсон и отношениях с О Джеем. Это отвлекает внимание прессы от судебного процесса. Кларк понимает,что ей не приходится рассчитывать на лёгкую победу. Она и Гарсетти решают, что единственным способом противостоять харизматичному Кокрану является включение в команду обвинения чернокожего прокурора, которым становится Кристофер Дарден. |            |                                                   |                  |                                                                   |                 |             |                     |
| 5 | 5          | «Расовая карта» «The Race Card»                   | Джон Синглтон    | Джо Роберт Коул                                                   | 1 марта 2016    | 1WAX05      | 2,72                |
| Во время предварительных слушаний сторона защиты пытается убедить судью Ино не рассматривать в рамках судебного процесса случаи избиения Симпсоном жены, считая, что это не имеет отношения к убийству. В свою очередь выступающий от имени гособвинения Крис Дарден просит не поднимать в суде тему расизма, иначе чернокожие присяжные заседатели сочтут себя оскорблёнными. Против такого подхода яростно протестует Кокран, заявляющий, что афроамериканцы терпят оскорбления и нападки всю свою жизнь. Кларк поручает Дардену подготовить детектива Марка Фурмана, который подозревается в расизме, к даче показаний в суде в качестве свидетеля. Дарден плохо относится к Фурману, но тот заверяет, что никогда не позволял оскорбительных высказываний в адрес афроамериканцев. Крис делится своими опасениями с Маршей, но та отмахивается от них и говорит, что участие Фурмана в процессе необходимо. Тем временем Кокран производит перестановки в особняке Симпсона, куда с визитом должны прийти члены жюри присяжных. По его распоряжению по всему дому расставляют семейные портреты, а также различные сувениры и картины, которые должны подчеркнуть тесную связь О Джея с афроамериканской культурой. После того, как защита неожиданно включает в свой список новых свидетелей, у обвинителя Уильяма Ходгмана случается сердечный приступ. На его место Кларк назначает Дардена. Худшие подозрения Дардена подтверждаются: как выясняется, Фурман хранит дома коллекцию нацистских реликвий и медалей Второй мировой войны. |            |                                                   |                  |                                                                   |                 |             |                     |
| 6 | 6          | «Марша, Марша, Марша» «Marcia, Marcia, Marcia»    | Райан Мёрфи      | Д. В. Девинсентис                                                 | 8 марта 2016    | 1WAX06      | 3,00                |
| Марша переживает тяжёлый бракоразводный процесс. Её муж Гордон в суде обвиняет супругу в том, что она слишком занята своей работой и не уделяет должного внимания детям, которых сдала на попечение няни. СМИ критикуют внешний вид Марши и её манеру одеваться, и она чувствует себя крайне неловко в новом статусе знаменитости. Телевизионные каналы перекраивают сетку дневного вещания, чтобы выделить время под прямые трансляции процесса над Симпсоном. После работы Дарден и Кларк выпивают и танцуют в своём офисе. Репортер из Los Angeles Times раскапывает информацию о том, что в прошлом Кокран применял физическое насилие в отношении своей первой жены. Под влиянием СМИ Марша делает короткую стрижку, однако журналистам не нравится её новый стиль. Бэйли устраивает допрос Марку Фурману, спрашивая, употреблял ли он за последние 10 лет по отношению к чернокожим слово на букву «Н» («ниггер»), однако Фурман отвечает, что такого не было. Ли давит на детектива и несколько раз повторяет свой вопрос, но Фурман стоит на своём. Гарсетти показывает Марше газету, в которой опубликована её фотография в обнажённом виде, сделанная её бывшим мужем. Марша возвращается в зал заседаний и не может сдержать слезы. Судья Ито объявляет перерыв в заседании. |            |                                                   |                  |                                                                   |                 |             |                     |
| 7 | 7          | «Теории заговора» «Conspiracy Theories»           | Энтони Хемингуэй | Д. В. Девинсентис                                                 | 15 марта 2016   | 1WAX07      | 2,89                |
| Шапиро пытается убедить остальных участников команды защиты согласиться на сделку с судом о признании Симпсоном своей вины. Профессор права Гарвардского университета Алан Дершовиц вместе со своими студентами смотрит по телевизору прямую трансляцию процесса над Симпсоном. Алан отправляет Кокрану в зал заседаний факс с фразой «колумбийский галстук» — это популярный метод наказания среди наркодилеров, которые перерезают жертве горло, практически отделяя голову от тела. Как выясняется, Фэй Резник была связана с наркобандами, и, возможно, они захотели запугать её, убив близкую подругу. Кардашян больше не верит в невиновность Симпсона из-за отсутствия каких-либо других подозреваемых. Кларк ещё больше сближается с Дарденом и отправляется с ним в Окленд на день рождения его друга. Во время перерыва в судебном заседании Шапиро незаметно примеряет на себя кожаную перчатку, найденную на месте преступления, и понимает, что она будет мала Симпсону. После возобновления процесса О Джей пытается натянуть перчатки на обе руки и демонстрирует суду, что они не подходят ему по размеру. |            |                                                   |                  |                                                                   |                 |             |                     |
| 8 | 8          | «Присяжные в тюрьме» «A Jury in Jail»             | Энтони Хемингуэй | Джо Роберт Коул                                                   | 22 марта 2016   | 1WAX08      | 2,91                |
| Члены жюри присяжных, на протяжении восьми месяцев изолированные от своих семей и общества в гостинице, начинают бунтовать. Некоторые из них признаются, что солгали в анкетах или были тем или иным образом связаны с Симпсоном. Команды защиты и обвинения изучают кандидатуры новых присяжных. После фиаско с перчатками все считают, что Симпсон не виновен. Однако Кларк представляет в суде результаты анализа ДНК, которые доказывают, что О Джей был на месте преступления. Кардашян окончательно убеждается в причастности своего лучшего друга к убийству, однако Кокран и Шапиро не обращают на это внимания. |            |                                                   |                  |                                                                   |                 |             |                     |
| 9 | 9          | «Манна Небесная» «Manna from Heaven»              | Энтони Хемингуэй | Скотт Александер и Ларри Карезюски                                | 29 марта 2016   | 1WAX09      | 2,76                |
| Адвокаты Симпсона находят аудиокассеты с записями Фурмана, рассказывающего ужасающие истории о пытках, убийствах и жестоком обращении с чернокожими подозреваемыми. Выясняется также, что Фурман высказывал оскорбления в адрес жены судьи Лэнса Ито. После предания записей огласке детектив ещё больше усугубляет своё положение, отказываясь в суде отвечать на любые вопросы. Когда Кокран спрашивает, подбрасывали ли полицейские улики на место убийства Николь Браун-Симпсон, Фурман хранит молчание. |            |                                                   |                  |                                                                   |                 |             |                     |
| 10 | 10         | «Вердикт» «The Verdict»                           | Райан Мёрфи      | Скотт Александер и Ларри Карезюски                                | 5 апреля 2016   | 1WAX10      | 3,27                |
| В последний день судебных разбирательств Симпсон обращается с кратким обращением к присяжным, заявляя о своей непричастности к убийству Николь Браун и Рона Голдмана. После четырёх часов обсуждения присяжные объявляют подсудимого невиновным. Этот приговор вызывает радость и шок по всей стране. Симпсон возвращается к нормальной жизни, однако общество расколото на две части: семья и поклонники приветствуют О Джея с распростертыми объятиями, а другие считают его убийцей, которому удалось избежать заслуженного наказания. Во время домашней вечеринки, на которой Симпсон заявляет о своём намерении найти настоящего убийцу, он узнаёт, что Кардашян и несколько других близких друзей разорвали с ним все отношения. О Джей идёт на задний двор, где он смотрит на статую, изображающую его на пике футбольной карьеры. |            |                                                   |                  |                                                                   |                 |             |                     |

## Награды и номинации
Премия «Эмми»-2016 (4 награды, 14 номинаций)
- Лучший мини-сериал (награда)
- Лучший актёр в мини-сериале или телефильме — Кортни Б. Вэнс (награда)
- Лучший актёр в мини-сериале или телефильме — Кьюба Гудинг мл. (номинация)
- Лучшая актриса в мини-сериале или телефильме — Сара Полсон (награда)
- Лучший актёр второго плана в мини-сериале, телесериале или телефильме — Стерлинг К. Браун (награда)
- Лучший актёр второго плана в мини-сериале, телесериале или телефильме — Дэвид Швиммер (номинация)
- Лучший актёр второго плана в мини-сериале, телесериале или телефильме — Джон Траволта (номинация)
- Лучший режиссёр мини-сериала, телефильма или драматической программы — Райан Мёрфи (номинация)
- Лучший режиссёр мини-сериала, телефильма или драматической программы — Джон Синглтон (номинация)
- Лучший режиссёр мини-сериала, телефильма или драматической программы — Энтони Хемингуэй (номинация)
- Лучший сценарист мини-сериала, телефильма или драматической программы — Д. В. Девинсентис (награда)
- Лучший сценарист мини-сериала, телефильма или драматической программы — Скотт Александер и Ларри Карезюски (номинация)
- Лучший сценарист мини-сериала, телефильма или драматической программы — Джо Роберт Коул (номинация)

Премия «Золотой глобус»-2017 (2 награды, 3 номинации)
- Лучший лимитированный сериал или телефильм (награда)
- Лучший актёр в лимитированном сериале или телефильме — Кортни Б. Вэнс (номинация)
- Лучшая актриса в лимитированном сериале или телефильме — Сара Полсон (награда)
- Лучший актёр второго плана в мини-сериале, телесериале или телефильме — Стерлинг К. Браун (номинация)
- Лучший актёр второго плана в мини-сериале, телесериале или телефильме — Джон Траволта (номинация)

Премия «Спутник»-2017 (2 награды, 2 номинации)
- Лучший мини-сериал или телефильм (награда)
- Лучшая мужская роль в мини-сериале или телефильме — Кортни Б. Вэнс (номинация)
- Лучшая мужская роль в мини-сериале или телефильме — Кьюба Гудинг мл. (номинация)
- Лучшая актриса в мини-сериале или телефильме — Сара Полсон (награда)

Премия Гильдии киноактёров США-2017 (1 награда, 2 номинации)
- Лучший актёр в телефильме или мини-сериале — Стерлинг К. Браун (номинация)
- Лучший актёр в телефильме или мини-сериале — Кортни Б. Вэнс (номинация)
- Лучшая актриса в телефильме или мини-сериале — Сара Полсон (награда)